# Stenomeria pentalepis
Stenomeria pentalepis là một loài thực vật có hoa trong họ La bố ma. Loài này được Turcz. miêu tả khoa học đầu tiên năm 1852.